# Ioan Sabin Pop
Ioan Sabin Pop este un fost senator român în legislatura 1996-2000 ales în județul Cluj pe listele partidului PD. Ioan Sabin Pop a fost validat ca senator la data de 9 noiembrie 1998 când l-a înlocuit pe senatorul Titus Lucian Șuteu. Din noiembrie 1998, Ioan Sabin Pop a fost membru în comisia economică, industrii și servicii. Ioan Sabin Pop a inițiat 9 propuneri legislative din care 3 au fost promulgate legi. 